# Bronislav Červenka
Bronislav Červenka (* 27. září 1975 Luhačovice) je bývalý český fotbalový obránce. Mimo ČR hrál v Ázerbájdžánu v mužstvu Inter Baku. Po ukončení aktivní hráčské kariéry se stal trenérem.

## Hráčská kariéra
První profesionální starty si připsal v roce 1995 v dresu Slovácké Slavie Uherské Hradiště. Od roku 1996 působil v dresu Drnovic, předtím fotbalově vyrůstal v Újezdci-Těšově a Uherském Brodě. Po čtyřletém angažmá v Drnovicích se stěhoval do ostravského Baníku. Tam však vydržel jen sezonu a v roce 2002 přestoupil na pět let do Zlína. V roce 2007 odešel hrát do Ázerbájdžánu, konkrétně do týmu Inter Baku. V jeho dresu odehrál několik zápasů předkola Ligy mistrů UEFA. V letech 2012–2013 působil ve Zlíně. Poté přestoupil do Hulína, kde byl hráčem a od prosince 2014 byl zároveň také asistentem trenéra v týmu FC Fastav Zlín. 

## Trenérská kariéra
V prosinci 2014 si trenér Bohumil Páník vybral jako svého asistenta vybral právě Bronislava Červenku. Od sezóny 2015/16 je hlavním trenérem B–týmu Zlína a zároveň také asistentem trenéra u A–týmu. Od sezony 2016/17 je už jen asistentem trenéra u A–týmu.
V červenci 2017 skončil ve Zlíně a stal se asistentem trenéra v Baníku Ostrava.
Od července 2018 do října 2023 byl trenérem SK Hanácká Slavia Kroměříž ve F:NL. Hraje za Sokol Újezdec-Těšov v I.A třídě Zlínského kraje.